# 먹는 존재
《먹는 존재》는 2015년 11월 12일부터 2015년 11월 25일까지 네이버TV에서 방영된 웹 드라마이다.

## 내용
1천만 히트돌파 동명웹툰 원작! 후리한 프리랜서를 꿈꾸지만 사실상 백수인 유양과 4차원 순백남 박병의 개취존중 먹방백서

## 등장 인물

### 주요 인물
- 안영미 : 유양 역
- 노민우 : 박병 역

### 그 외 인물
- 유소영 : 조예리 역
- 황병국 : 김부장 역
- 이병헌 : 이병헌 역
- 권혁수 : 이훈중 역
- 이규복 : 과외학생 역
- 지대한 : 유양 부 역
- 김용선 : 유양 모 역
- 노진원 : 박병 상사 역
- 김여정 : 과외남 엄마 역
- 우윤구 : 알바생 역
- 신경선 : 다단계 강사 역
- 강구름 : 공원 여대생 역